# 賽洛姆鎮區 (北卡羅萊納州薩里縣)
賽洛姆鎮區（英語：Siloam Township）是位於美國北卡羅萊納州薩里縣的一個鎮區。

## 地方資料
賽洛姆鎮區的面積為52.31平方千米，皆為陸地。根據2020年美國人口普查的數據，當地共有人口1091人，而人口密度為每平方千米20.86人。